# Eutolype grandis
Psaphida grandis là một loài bướm đêm trong họ Noctuidae.